# NGC 1393
NGC 1393 este o galaxie lenticulară situată în constelația Eridanul. A fost descoperită în 6 octombrie 1785 de către William Herschel. Se află la o distanță de 28 de megaparseci de Pământ.